# دوغ سيمونز
دوغ سيمونز (بالإنجليزية: Doug Simons)‏ هو لاعب كرة قاعدة أمريكي، ولد في 15 سبتمبر 1966 في بيكرسفيلد في الولايات المتحدة.

## وصلات خارجية
- دوغ سيمونز على موقعبيزبول رفرنس.كوم (الدوري الرئيسي) (الإنجليزية)
- دوغ سيمونز على موقعبيزبول رفرنس.كوم (الدوري الثانوي) (الإنجليزية)